# Албу, Георге
Георге Албу (рум. Gheorghe Albu; 12 сентября 1909, Арад — 26 июня 1974, Фэгэраш) — румынский футболист и футбольный тренер, участник чемпионата мира 1934 года и тренер сборной Румынии в 1950 году.

## Карьера игрока

### Клубная
Начал карьеру в 1924 году, выступая за молодёжный состав арадского клуба АМЕФ до 1929 года, после чего перешёл в другой клуб Арада — «Глорию». Вышел в финал чемпионата Румынии 1929/1930, где его клуб проиграл бухарестскому «Ювентусу». В 1933 году перешёл в бухарестский «Венус», с которым выиграл четыре чемпионата страны. Карьеру завершал в клубе «Крайова» с 1940 по 1944 годы.

### В сборной
Дебютировал в сборной 10 мая 1931 года в матче Балканского кубка против Болгарии (победа Румынии 5:2). Участвовал в чемпионате мира 1934 года. Всего сыграл 42 игры, из них в 19 выходил в качестве капитана команды. Прощальный матч провёл в декабре 1938 года против Чехословакии (поражение Румынии 1:2).

## Карьера тренера
После войны тренировал ряд команд, в 1950 году руководил сборной Румынии (2 игры). С 1964 года и до конца жизни работал в академии клуба «Нитрамония» из Фэрэгаша, руководя юношескими командами.
Умер в 1974 году после операции на правой ноге.

## Достижения
- Чемпион Румынии: 1933/1934, 1936/1937, 1938/1939, 1939/1940, 1942/1943 (неофициальный), 1948/1949